# Ларино (Заволжское сельское поселение)
Ларино — деревня в Ярославском районе Ярославской области. Входит в состав Заволжского сельского поселения.

## География
Находится в восточной части Ярославской области на расстоянии приблизительно 12 км на юго-восток по прямой от станции Филино.

## История
В 1859 году здесь (деревня Ярославского уезда Ярославской губернии) было учтено 10 дворов, в 1898 — 21.

## Население
Численность населения: 65 человек (1859 год), 19 (русские 100 %) в 2002 году, 25 в 2010.

## Общественный транспорт
Ларино обслуживается автобусными маршрутами №№ 124 Ярославль (КДП Заволжье) — Прусово (шесть рейсов ежедневно) и 124к Ярославль (Красная площадь) — Прусово (пять рейсов ежедневно).

## Улицы
Центральная, Хвойная, Лесная.